# Margarida de Cardona
Margarida Folch de Cardona i Requesens (1535-1581), también conocida como Margarida o Margarita de Cardona, fue una noble catalana miembro de la corte de los reinos del imperio hispano. Fue la dama de compañía de la emperatriz Maria de Austria y de Portugal entre 1548 y 1581. Tuvo una posición influyente en la corte de la emperatriz y la correspondencia que mantuvo con su marido, Adam von Dietrichstein, y con su hija, Anna von Dietrichstein, nos ha proporcionado una valiosa documentación sobre la política interna de esta casa real y sobre sus miembros.

## Biografía
Margarida de Cardona era hija de los nobles catalanes Antoni Folch de Cardona y Enríquez (Barón de Sant Boi, Virrey y Capitán General de Cerdeña y Mayordomo Mayor de Maria de Austria, además de comandador de la Orden de Santiago) y Maria de Requesens (m. 1577), hija de Galceran de Requesens y Elena de Baucio. Margarida de Cardona fue nombrada dama de honor de la princesa María antes de su matrimonio con Maximiliano.
Acompañó a María a Austria en 1551. Allí se casó con el diplomático y oficial de la corte alemana Adam von Dietrichstein, en 1554. Tuvieron trece hijos. Su madre ya había servido como dama de compañía de María de Austria entre los años 1554 y 1577, y Margarita de Cardona fue nombrada dama de compañía después de su matrimonio con el camarlengo de Maximiliano. Margarida de Cardona y Adam von Dietrichstein, junto con María de Lara y Wratislav von Pernstein, pertenecían al círculo íntimo de cortesanos estrictamente católicos preferido por María en Austria.
En 1563, Margarida se marchó a la península ibérica con su marido, que había sido nombrado tutor de los hijos de María de Austria, Rudolf y Ernst. En 1570, recibió el encargo de organizar la casa de la nueva esposa del rey Felipe II, Ana de Austria. Sus hijas y sus hermanas se convirtieron todas en damas de compañía de la reina Ana y de las princesas de la corte. Margarida de Cardona ilustra la influencia que podía llegar a tener una dama de honor respecto a los nombramientos de la organización interna de la corte.
En 1573, regresó a Austria y reanudó su cargo como dama de compañía de María de Austria. Margarida de Cardona acompañó a María a la península ibérica cuando la emperatriz quedó viuda y se retiró a morir.